# Schloss Schwöbber

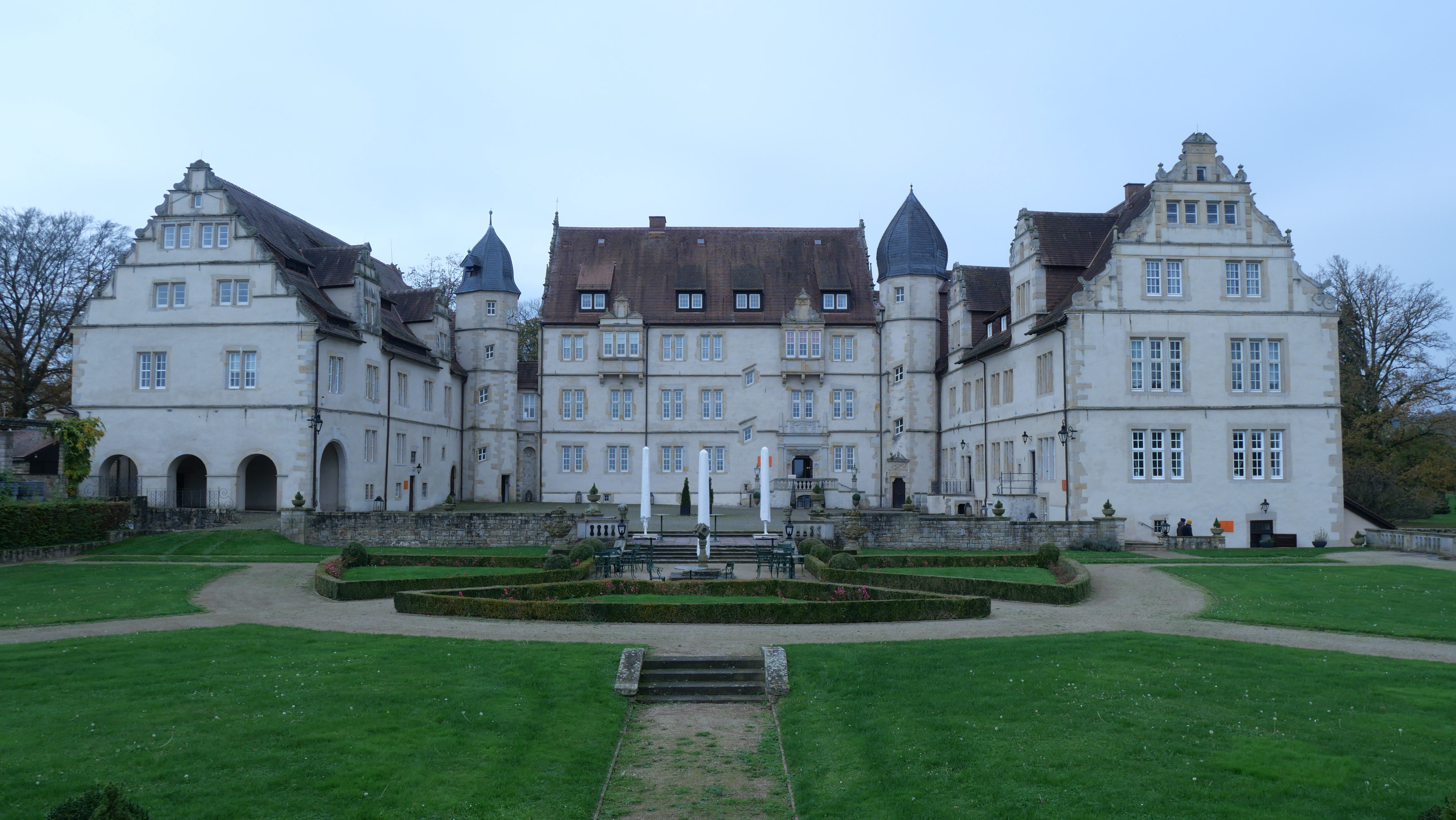
Schloss Schwöbber, 2024

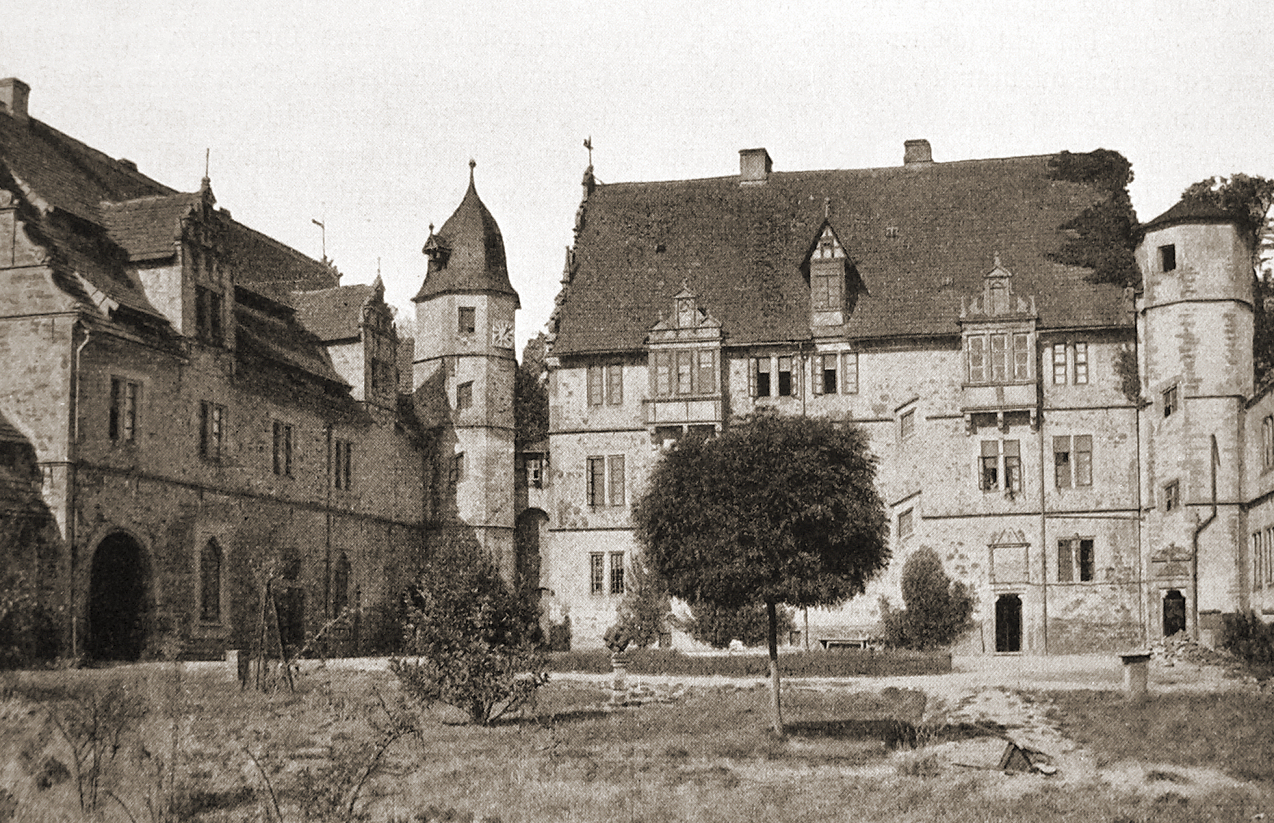
Ansicht um 1912

Schloss Schwöbber ist ein in den 1570er Jahren erbautes dreiflügeliges Wasserschloss bei Königsförde in der Nähe von Hameln in Niedersachsen. Es ist einer der bedeutendsten Bauten der Weserrenaissance und war einst für seine Gartenanlagen berühmt. Heute wird es als gehobenes 5-Sterne-Hotel genutzt.

## Geschichte

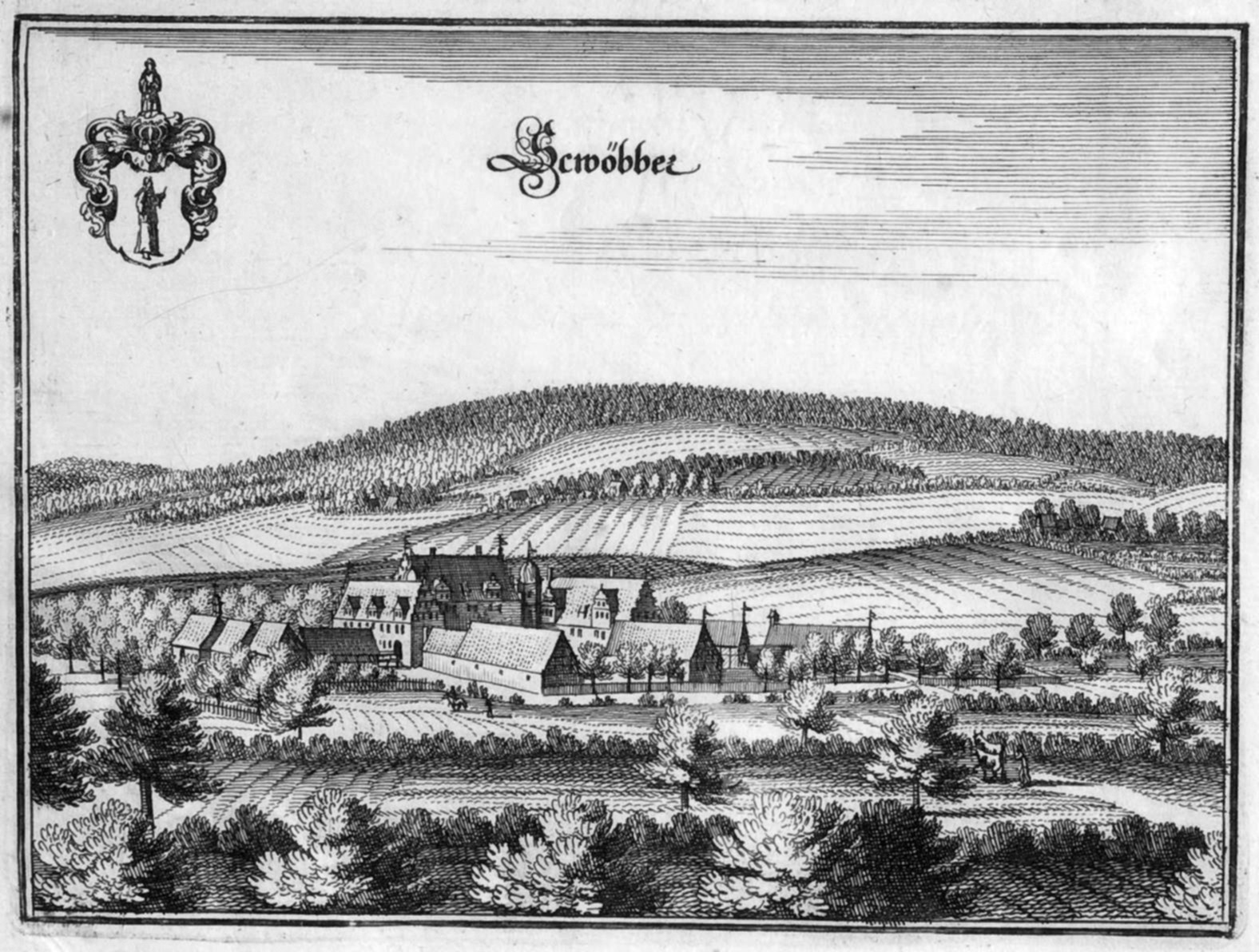
Schloss Schwöbber als Merian-Ansicht, 1654

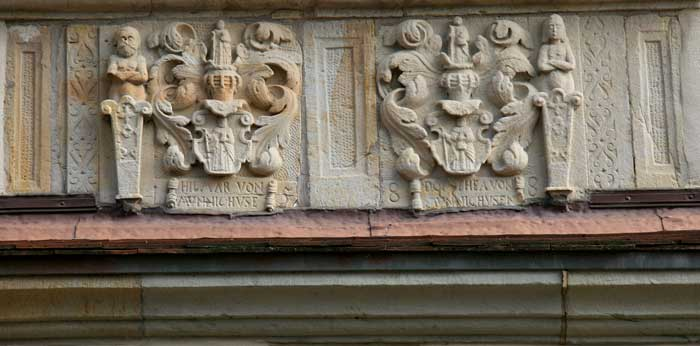
Allianzwappen der Eheleute Hilmar der Jüngere von Münchhausen aus dem Hause Rinteln (1558–1617), schwarze Linie, und Dorothea von Münchhausen (1568–1624) aus dem Hause Apelern-Lauenau-Oldendorf, weiße Linie, am Torhaus

Ab etwa dem Jahr 1510 bis 1919 gehörte das Gut Schwöbber dem niedersächsischen Adelsgeschlecht der Münchhausen, dem auch der berühmte Lügenbaron entstammt. 1510 werden Stacius von Münchhausen, Pfandinhaber der hildesheimischen Amtsburg Aerzen, sowie seine Brüder als Lehnsleute des St. Bonfatiusstifts zu Hameln mit drei Meierhöfen zu Schwöbber genannt. 1518 wurde Stacius in einer Fehde erschlagen; sein Tod war mit ein Auslöser für die Hildesheimer Stiftsfehde. Stacius' vierter Sohn, Hilmar von Münchhausen, königlich spanischer Obrist im Dienste Philipps II., wurde als Söldnerführer zu einem der reichsten Männer seiner Zeit. Er und seine Söhne, Statius (1555–1633), und Hilmar der Jüngere (1558–1617), gehörten zu den großen Bauherren der Weserrenaissance; als ihre Hauptwerke errichteten sie neben Schwöbber die Schlösser Leitzkau, Bevern und Wendlinghausen.

### Schlossbau
Nachdem er den Pfandbesitz am Schloss Stolzenau im Jahre 1562 zu Geld gemacht hatte (er behielt dort nur einen Burgmannshof, der seinen Nachfahren bis heute gehört), erwarb der Obrist Hilmar im Jahr 1564 das ehemalige Kloster Leitzkau bei Magdeburg zu freiem Eigentum und begann in den darauf folgenden Jahren mit dem Umbau zu einem Schloss. Ebenfalls 1564 erhielt er – nach langen Verhandlungen – die Belehnung mit Schwöbber als neu immatrikuliertem Rittergut, nebst der landesherrlichen Bewilligung, dort einen vererbbaren adeligen Sitz zu errichten. Dazu mussten vier Höfe umgesiedelt werden, deren Besitzer ein Stück weiter ins Tal zogen, wobei sie ihre Fachwerkhäuser mitnahmen. Einer davon hieß Schwöbber und dieser Name blieb dem neuen Edelhof erhalten. Ab etwa 1566 plante der Hamelner Baumeister Cord Tönnis den Schlossbau, der noch vor dem Tode Hilmars im Jahre 1573 mittels Drainage, Planierung und Ausschachtung, vielleicht auch schon Aufmauerung, begonnen und anschließend von seiner Witwe Lucia von Reden 1574–1578, mit der Errichtung des Mitteltraktes ausgeführt wurde. Hilmar übernahm 1570 die Pfandschaft am gräflich Hoya'schen Schloss Steyerberg mit der Domäne Kloster Schinna, wo er 1573 starb. Etwas später gelang es seiner Familie, das geringe Ackerland der Bauernhöfe in Schwöbber um 16 1/2 Hufe zu erweitern und im Tausch das Dorf Grupenhagen dazu zu gewinnen.
Bei der Erbteilung der Söhne im Jahre 1574 erloste der vierte Sohn, Hilmar der Jüngere von Münchhausen (1558–1617), das Gut Schwöbber sowie den Burgmannshof zu Rinteln, den der Obrist Hilmar und seine Brüder 1527 als schaumburgisches Lehen erworben hatten. 1588 baute er den Torflügel, von 1602 bis 1607 den nördlichen Teichflügel an. Über der Toreinfahrt befindet sich ein Doppelwappen Münchhausens, nämlich das der schwarzen Linie Hilmars des Jüngeren, und das der weißen Linie seiner Frau Dorothea (1568–1624), einer Schwester des Ludolf von Münchhausen auf Hessisch Oldendorf; sowie des Claus auf Apelern und des Otto, Erbauers von Schloss Schwedesdorf in Lauenau.
Dem Schloss samt Zehntscheune und umgebender Wassergräben war ursprünglich ein Wirtschaftshof vorgelagert, sodass die Anlage auch nach der vierten Seite abgeschlossen war. Eine der Töchter Hilmars des Jüngeren, Hedwig, heiratete 1607 Gerhard Clamor von dem Bussche; das Ehepaar baute sich auf dessen Gut Hünnefeld im Osnabrückischen ein neues Schloss nach dem Vorbild Schwöbbers, allerdings in schlichten Barockformen, anstelle des Renaissancedekors.
Im Jahr 1668 ging Schwöbber an die Enkel Hilmars des Jüngeren, Otto I. von Münchhausen (1643–1717) und seinen Bruder Burchard, über; ab 1690 gehörte es Otto allein. Um 1700 wurde ein noch der Renaissance verhafteter Garten angelegt. Der Garten in Schwöbber war zu damaliger Zeit so bekannt, dass er 1714 auch in dem Kupferstichwerk „Nürnbergische Hesperides“ des Kaufmanns Johann Christoph Volkamer beschrieben und abgebildet wurde. Für das Jahr 1715 ist bekannt, dass der russische Zar Peter I., der Große zu Gast in Schwöbber war, da er sich für die zur damaligen Zeit größte Pflanzensammlung Europas und die Orangerie mit ihrer Ananaskultur (s. Bild Ananas-Denkmal) interessierte.

### Gartenkunst

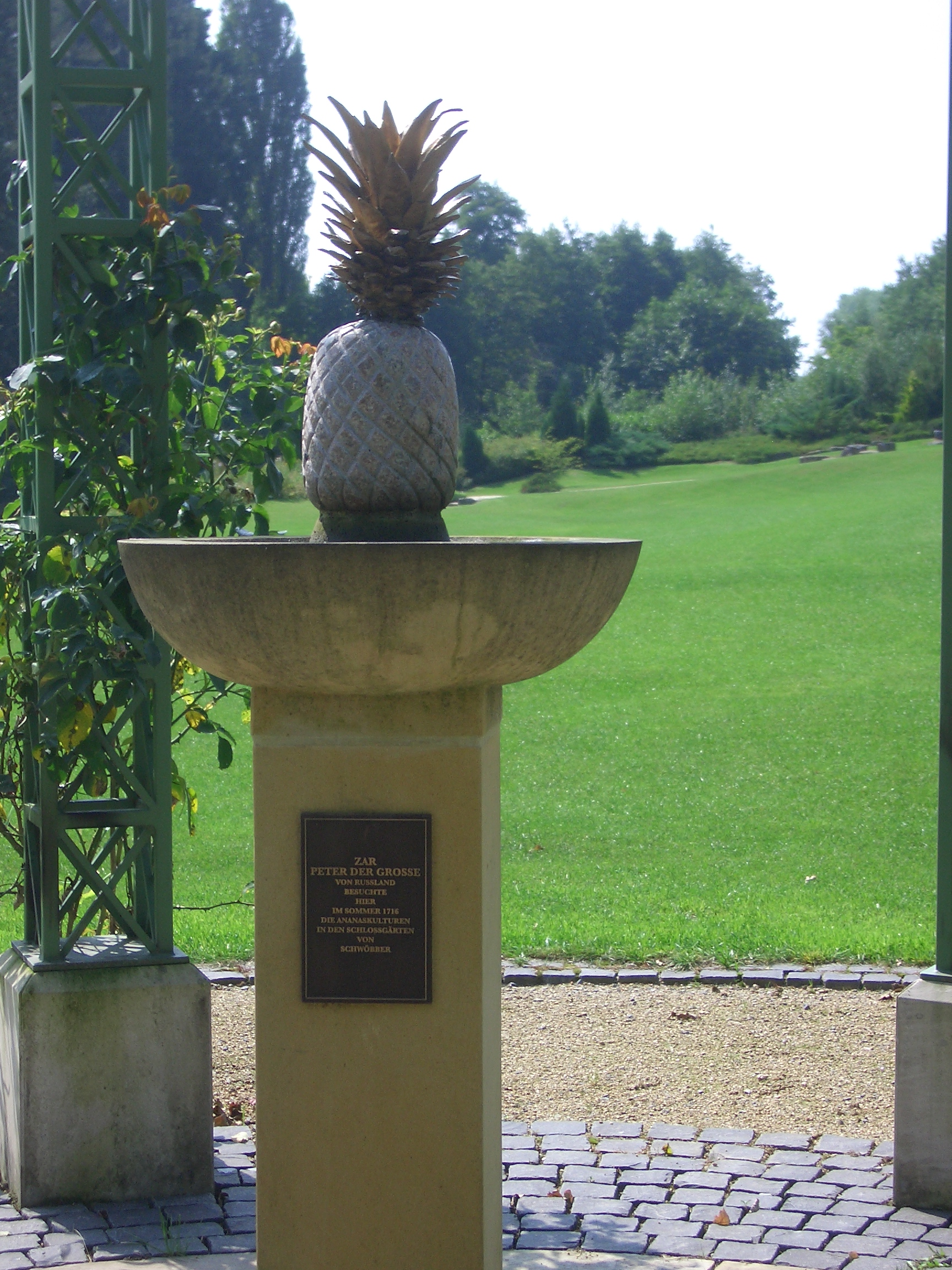
Ananas-Denkmal aus Anlass des Besuches von Zar Peter der Große und Parkansicht 2008

1717 erbte Ottos Schwiegersohn und Neffe Friedrich von Münchhausen Schwöbber, 1741 folgemäßig dessen Sohn Landdrost Otto II. von Münchhausen (1716–1774), der sich wissenschaftlich mit Obst- und Gartenbau befasste, als Autor des damals verbreiteten gartenbaulich-landwirtschaftlichen Lehrbuches „Der Hausvater“; der als Begründer der Agrarwissenschaft gilt und über die aktuellen Strömungen der Gartenkunst bestens informiert war. Er wandelte den Schlosspark 1750 in einen der frühesten Englischen Landschaftsgärten Kontinentaleuropas (und nach bisherigem Forschungsstand wohl den frühesten deutschen Park von etwa acht Hektar Ausdehnung) um. Zedlers Universallexikon von 1743 berichtet vom „curiosen Münchhausischen Garten“, „woselbst man die schönsten und rarsten ausländischen Gewächse aus Ost- und Westindien zu sonderbarer Ergötzung beschauen kann: Ananas, Caffee-Bäume, Dattel, Mastix, zweyhundert Arten von Pomerantzen …“. Die Baumschule des Otto von Münchhausen war eine der bedeutendsten der damaligen Zeit; sie besaß als eine der ersten in Deutschland Gehölze aus Nordamerika. Der Freund Carl von Linnés erkannte bereits, dass die englischen Parks nicht ohne weiteres auf deutsche Verhältnisse übertragbar waren:

„Man kann fürstliche Gärten nach der Art der englischen Parks anlegen; wenn wir deutschen Edelleute ihnen aber folgen und unsere Güter zu Parks machen wollten, so müßten wir auch so viele tausend Pfund von unsern Plantagen in Westindien zu erheben haben.“

Ottos Tochter Sidonie heiratete 1766 Johann Friedrich von Veltheim (1731–1800) auf Destedt im Braunschweigischen, wo sie ab 1768 – nach dem Vorbild des Schwöbberschen Parks – den dortigen kleinen Französischen Garten zu einem weitläufigen Landschaftspark erweiterten, unter Mitarbeit des Gärtners Lenke aus Schwöbber. Diesen Park übernahm 1774 Sidonies Bruder, der Hamelner Landrat Otto III. von Münchhausen (1753–1828), dessen Ehefrau Wilhelmine von Reden aus Hameln 1815 von ihrem Bruder, dem preußischen Bergwerksminister Graf Reden, die schlesischen Besitzungen um Niederschwedeldorf erbte, die dann an ihre Tochter und deren Ehemann, Ottos III., Neffen Adolf von Münchhausen aus Stolzenau, fielen.
Ottos III., dessen Sohn – Otto IV. (1786–1853) – ließ 1840 in Schwöbber die Schlosskapelle errichten. Die im Stil der Neorenaissance ausgestattete Kapelle ist eines der frühesten Beispiele für das Aufgreifen regionaler Renaissanceformen; etwa zehn Jahre bevor dies im Schloss Schwerin zu einem ersten Höhepunkt gelangte. Ab Mitte des 19. Jahrhunderts war Schloss Schwöbber ein Zentrum des regionalen kulturellen Lebens und wurde zu einem touristischen Ziel. Der Bruder von Ottos IV. und Erbe August (1798–1861) ließ jedoch die berühmten Gewächshäuser in Schwöbber eingehen. Dessen Sohn Johann (1838–1919) verpachtete Schwöbber und kaufte Grund und Boden in Slowenien an.

### 20. Jahrhundert und später
Johann trat im Jahre 1900 Schloss Schwöbber an seinen Neffen Burchard (1867–1940) ab. 1907 kam es unter Zwangsverwaltung der Ritterschaft. 1908 brannte der Teichflügel durch einen Blitzschlag aus und 1920 wurden Gut und Schloss, die seit 1511 im Besitz der Familie Münchhausen gewesen waren, für 126.000 Goldmark (1,5 Millionen Mark Inflationswert) verkauft. Ein Vetter des letzten Besitzers schrieb: „Ein Jahrhundert Schwöbber kenne ich… Hohen Glanz des Hauses sah ich. Im Trödlerladen endeten 16 Möbelwagen voll Schwöbber.“
Der Erwerber, Eduard Meyer (1859–1931), Pächter eines Saatgutbetriebs in Friedrichswerth, baute den ausgebrannten Teichflügel wieder auf und ließ in den Jahren von 1920 bis 1922 die Inneneinrichtung durch die Architekten Wangenheim und Lübke und den Maler Oscar Wichtendahl in eklektizistischer Weise umgestalten (mit Anleihen beim Mittelalter, Barock, Rokoko, Empire, Klassizismus und Symbolismus), wodurch – neben einigen Bränden, die weiteres zerstörten – heute nur noch der geringste Teil im Originalzustand erhalten ist. Die Gestaltung der 1920er Jahre steht jedoch inzwischen unter Denkmalschutz.
Während des Zweiten Weltkriegs war ab 1943 ein Teil der Kunstwerke der Kunsthalle Bremen in Schloss Schwöbber ausgelagert. Kriegszerstörungen im Jahre 1945 sowie mangelnde Pflege und nachteilige Eingriffe nach 1960 führten zu einer fast vollständigen Aufhebung der einstigen historischen Struktur und Bedeutung der Parkanlagen. Die 2003 begonnene Wiederinstandsetzung orientierte sich an den Plänen der Architekten Heinrich Zeininger und Jürgen von Wangenheim (1875–1956) aus Wunstorf  aus der Zeit um 1920. Das ehemalige Wegenetz konnte erst durch Aufgrabungen wieder rekonstruiert werden. Nach der Beseitigung des in fast 50 Jahren entstandenen Wildwuchses sind auch die alten Blickachsen wieder frei und lassen die besondere Qualität der Anlage als Landschaftspark erkennen. Nach dem Zweiten Weltkrieg dienten der Mittelbau und Teile des Torflügels von 1948 bis 1985 als Lehrerfortbildungsheim des Landes Niedersachsen unter der Leitung von Ada Lessing und nach ihrem Tod 1953 ihrer Tochter Ruth.
Von 1985 bis 2002 diente Schloss Schwöbber als Clubhaus des Golfplatzes Schloss Schwöbber. Im Oktober 1992 kam es erneut zu einem Großbrand im Mittelflügel. 2002 erwarben die Textilunternehmer Ursula und Friedrich Popken, Inhaber der Modekette „Ulla Popken“, das inzwischen einsturzgefährdete Gebäude und restaurierten und modernisierten das Schloss für 35 Millionen Euro.  Im Jahr 2004 wurde dort das 5-Sterne-Hotel „Schlosshotel Münchhausen“ eröffnet. Friedrich Popken wurde für seine Verdienste um den Erhalt des Schlosses 2008 mit dem Verdienstkreuz am Bande des Niedersächsischen Verdienstordens ausgezeichnet. Am 1. Januar 2024 gingen Schloss und Hotel auf seinen Sohn Roberto Alegnini über. Das Gourmet-Restaurant „Hilmar“ im Schlosshotel unter der Leitung von Stephan Krogmann erhielt 2024 einen Michelin-Stern.

### Bildergalerie

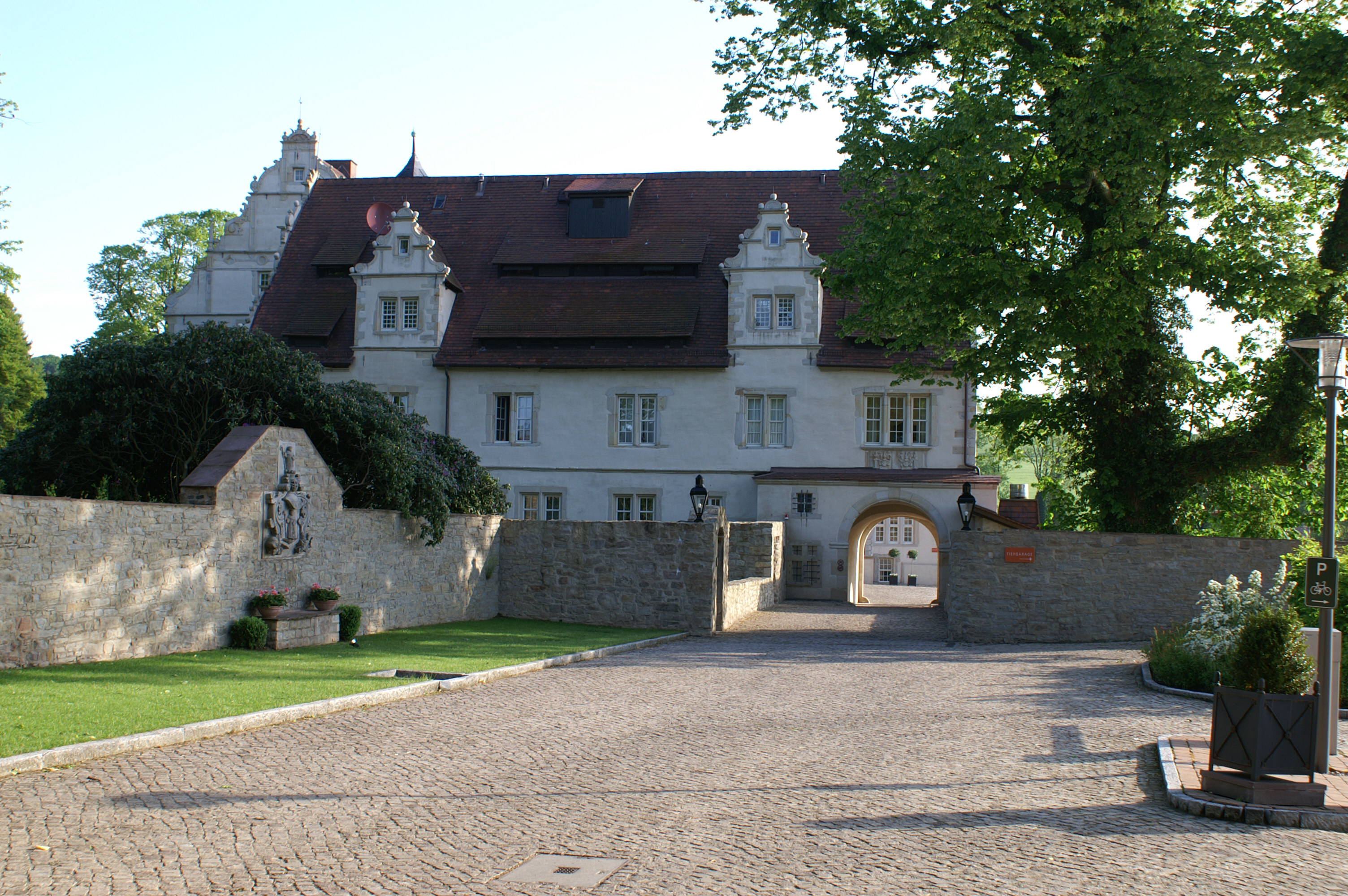
Eingangsbereich mit Torflügel
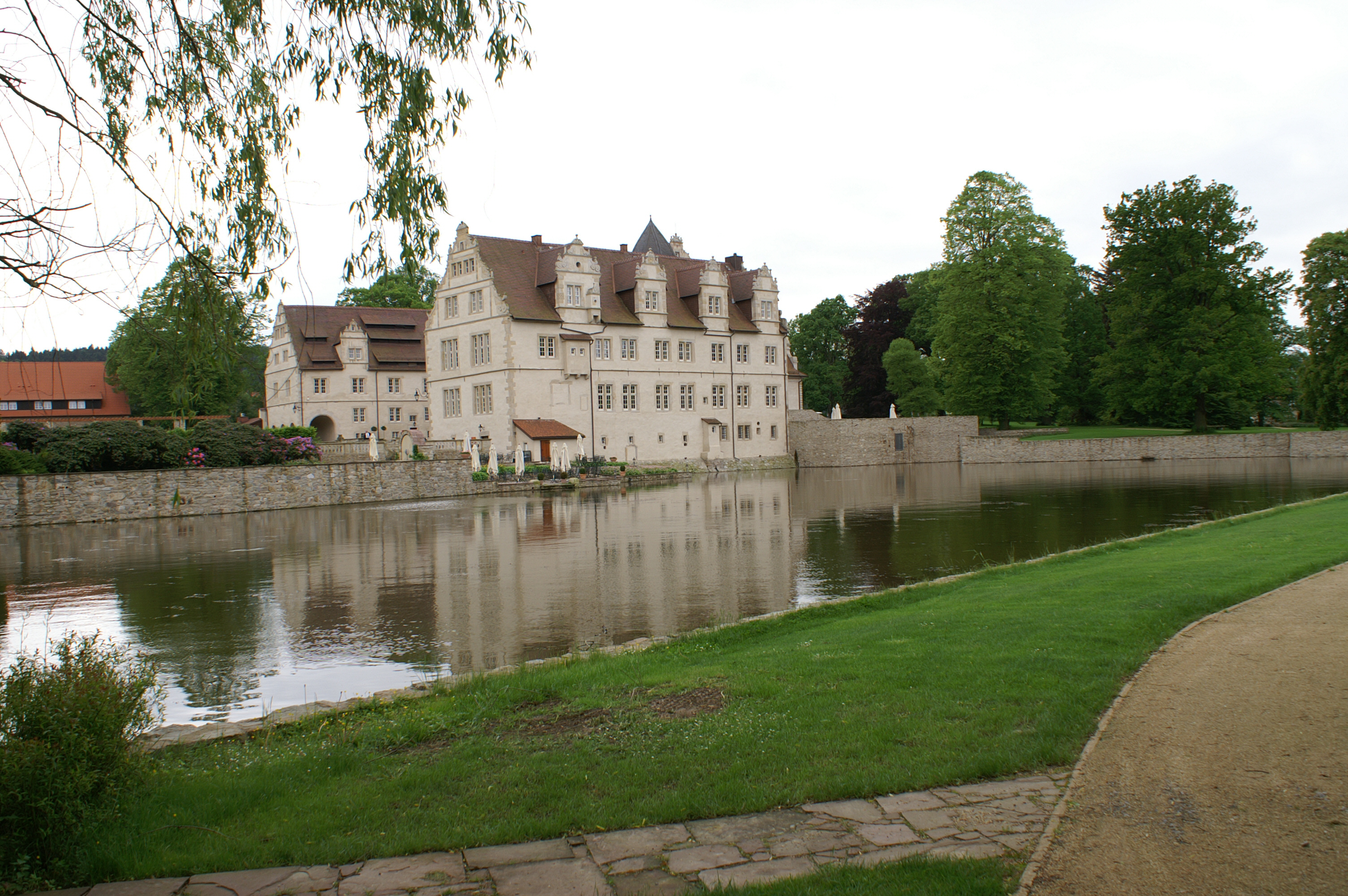
Seitenansicht vom Park aus
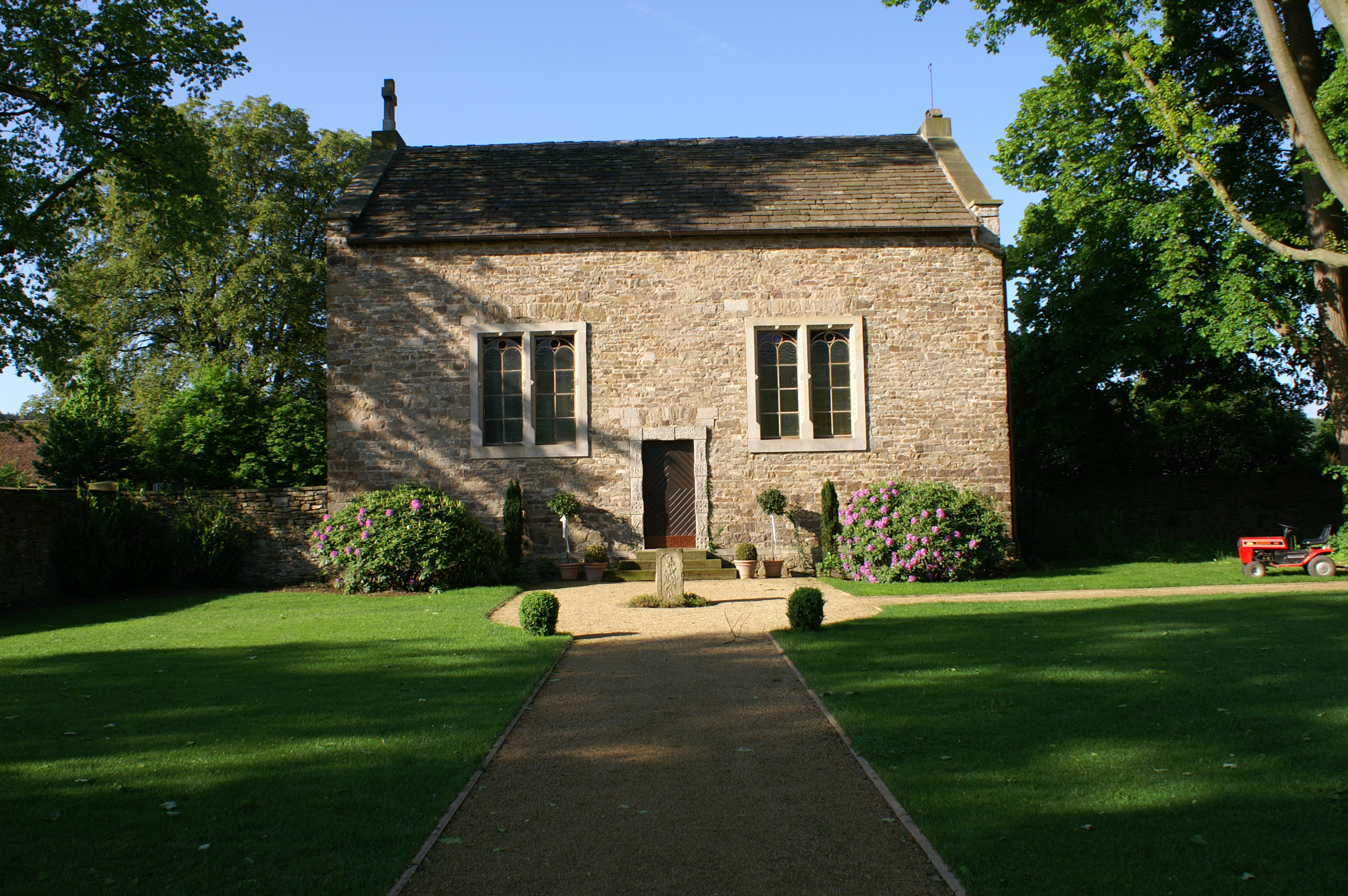
Schlosskapelle
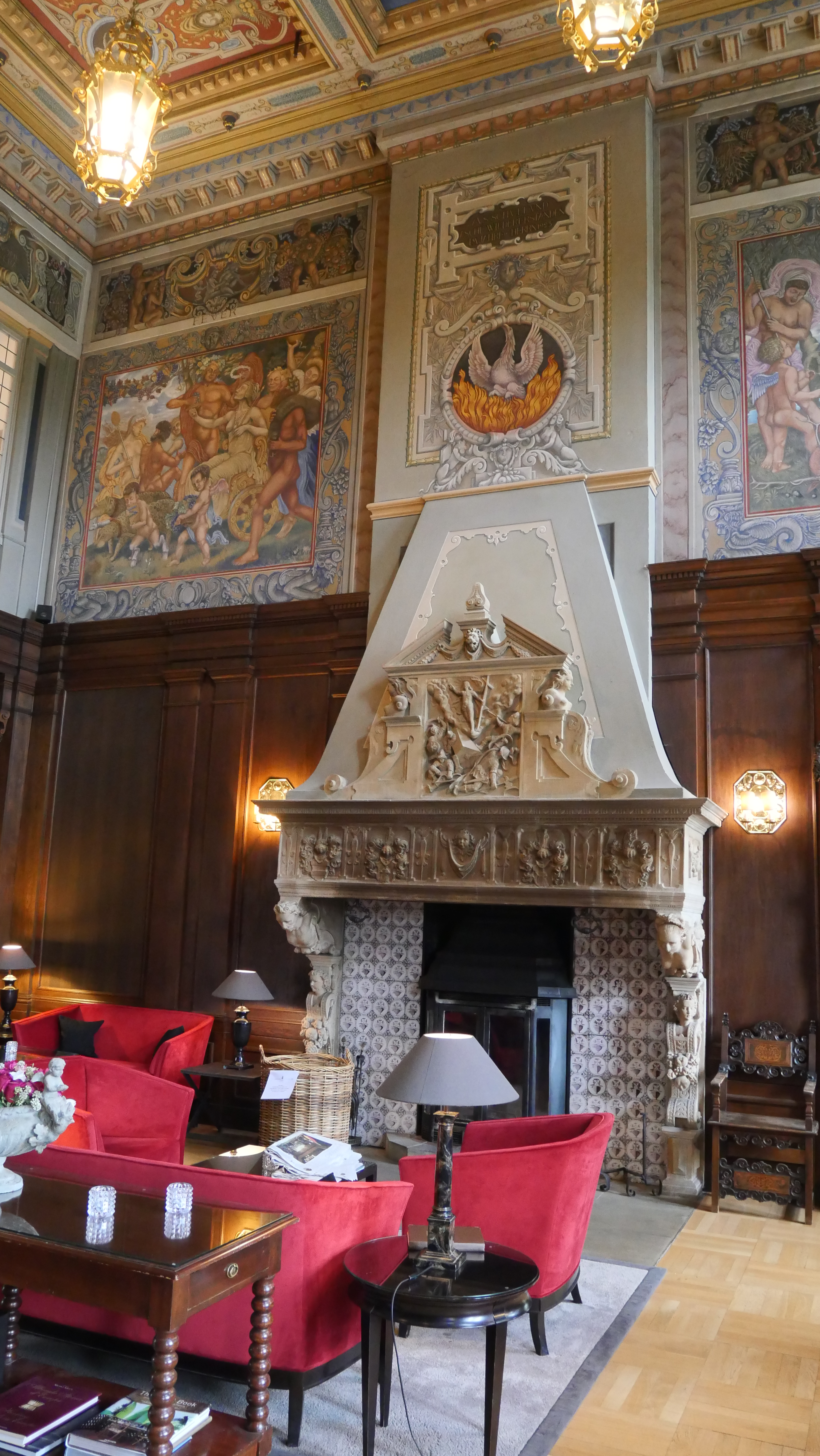
Rittersaal Kamin
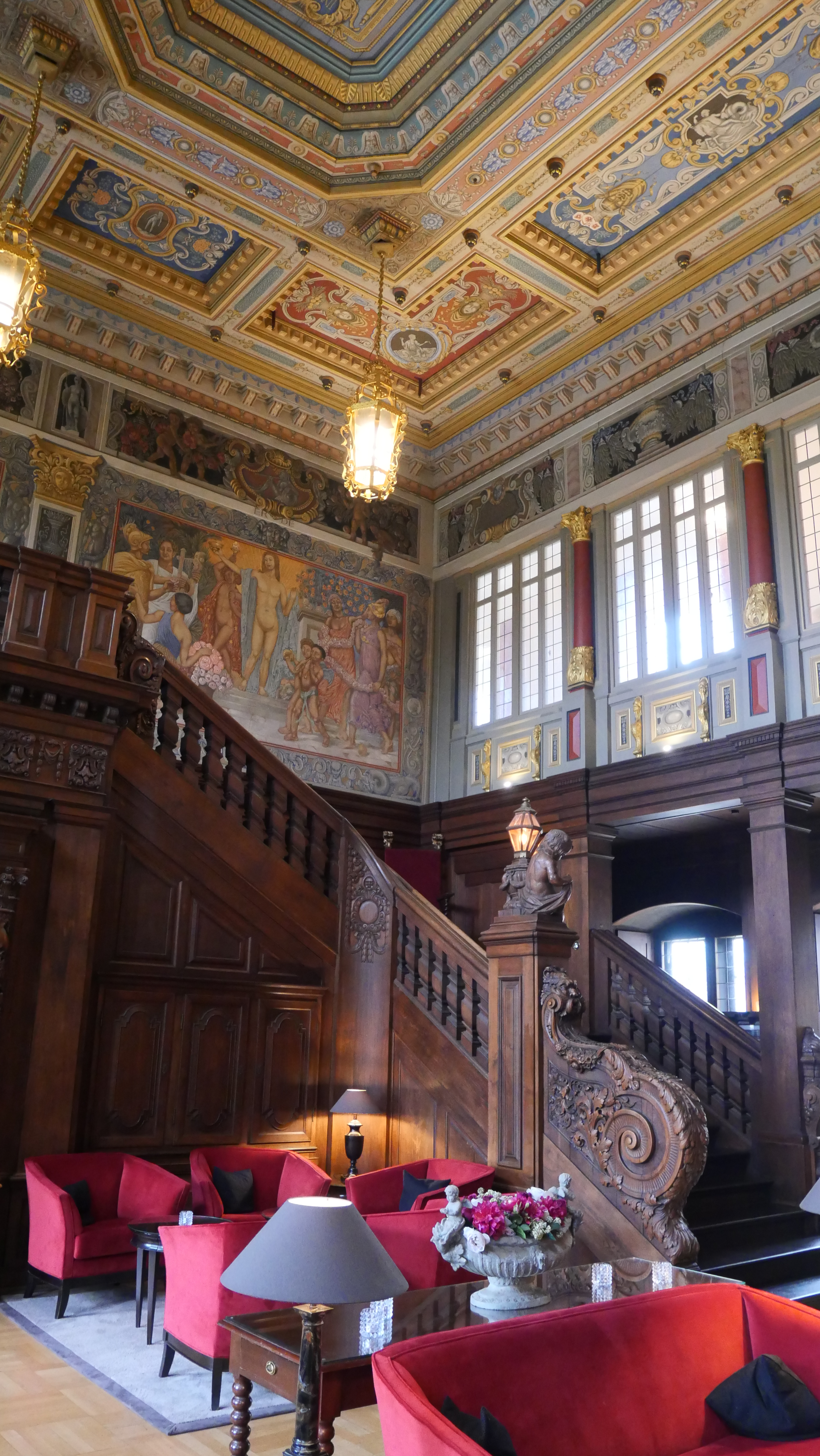
Rittersaal Treppe
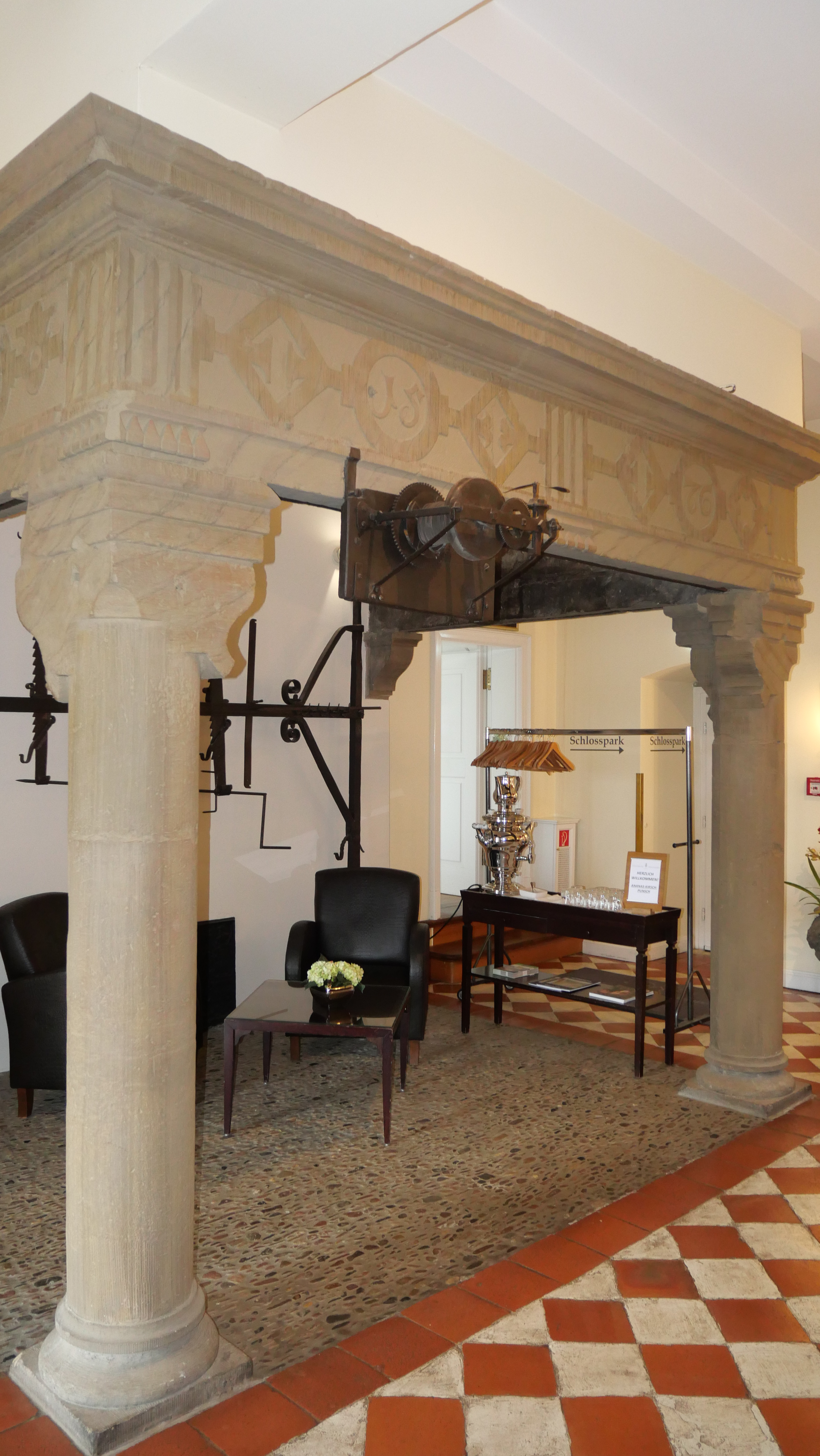
Küche aus dem Mittelalter